# Luna (Isabela)
Pour les articles homonymes, voir Luna.
Luna est une municipalité de la province d'Isabela, aux Philippines.